# Чудо на 34-та улица
„Чудо на 34-та улица“ (на английски: Miracle on 34th Street) е американски коледен трагикомичен филм от 1947 г. на режисьора Джордж Сийтън. През 2005 г. филмът е включен в Националния филмов регистър.

## Сюжет
В навечерието на големия парад организиран всяка година за Деня на благодарността от универсалния магазин на Мейси на 34-та улица в Манхатън, старецът, който трябва да изобразява Дядо Коледа, се напива. Неговото място във фургона е убеден да заеме минувача стария Крис Крингъл.
Крингъл се радва на голям успех с децата и получава работа в универсалния магазин. Когато обаче шефът изисква от Крис да дава на децата застояли играчки, той се възмущава. Вместо това, той изпраща родителите за подаръците, от които се нуждаят в магазините, където са на разположение. Ръководството на магазина решава да отхвърли неподатливия старец, но променя решението си, когато се оказва, че честността на Крис привлича нови клиенти към Мейси.
Постепенно става ясно, че Крис Крингъл се смята за истинския Дядо Коледа. Неговият заклет враг, психиатър на пълен работен ден, организира хоспитализацията му в психиатрична болница...

## В ролите
| Актьор        | Роля                        |
| ------------- | --------------------------- |
| Морийн О'Хара | Дорис Уокър                 |
| Джон Пейн     | Фредерик М. (Фред) Гайли    |
| Едмънд Гуен   | Крис Крингъл                |
| Натали Ууд    | Сюзън Уокър                 |
| Джийн Локхарт | судия Хенри Харпър          |
| Портър Хол    | Гранвил Сойер               |
| Уилям Фроули  | Чарли Халоран               |
| Джером Коуън  | Окръжен прокурор Томас Мара |
| Филип Тонг    | Джулиан Шелхамер            |

## Награди и номинации
| Категория                          | Номиниран(и)            | Резултат                |
| Оскар (20 март 1948 г.)            | Оскар (20 март 1948 г.) | Оскар (20 март 1948 г.) |
| ---------------------------------- | ----------------------- | ----------------------- |
| Най-добър сценарий                 | Джордж Сийтън           | награда                 |
| Най-добра оригинална история       | Валънтайн Дейвис        | награда                 |
| Най-добра поддържаща мъжка роля    | Едмънд Гуен             | награда                 |
| Най-добър филм                     | Най-добър филм          | номинация               |
| Златен глобус (10 март 1948 г.)    |                         |                         |
| Най-добър сценарий                 | Джордж Сийтън           | награда                 |
| Най-добър актьор в поддържаща роля | Едмънд Гуен             | награда                 |

## Адаптации
- „Чудото на 34-та улица“, телевизионен филм от 1955 г.
- „Чудо на 34-та улица“, телевизионен филм от 1959 г.
- „Here's Love“, мюзикъл от 1963 г.
- „Чудо на 34-та улица“, телевизионен филм от 1973 г.
- „Чудо на 34-та улица“, филм от 1994 г.